# Monties
Monties település Franciaországban, Gers megyében. Lakosainak száma 82 fő (2022. január 1.). Monties Aussos, Gaujan, Meilhan, Sère és Cap d'Astarac községekkel határos.

## Népesség
A település népességének változása:
| Lakosok száma | 76   | 76   | 79   | 77   | 79   | 79   | 79   | 80   | 82   |
|               | 2013 | 2015 | 2016 | 2017 | 2018 | 2019 | 2020 | 2021 | 2022 |